# 조선말규범집
조선말규범집(朝鮮말規範集)은 조선민주주의인민공화국(이하 ‘북한’)의 현행 한국어 맞춤법이다. 조선말규범집은 조선어 철자법(1954년 제정)을 개정한 것으로 1966년 6월에 북한 국어 사정 위원회에서 제정되었으며 현행 북한 맞춤법은 1987년 5월 15일에 이를 개정한 것이다. 여기서는 ‘문화어 발음법’을 제외한 1987년 개정판에 관해 대한민국(이하 ‘한국’이라 함)의 현행 맞춤법인 한글 맞춤법과 차이가 나는 부분을 중심으로 기술한다.

## 구성
조선말규범집은 ‘맞춤법’(총칙, 7장 26항), ‘띄여쓰기’(총칙, 5장 22항), 문장부호법’(총칙, 20항), ‘문화어발음법’(10장 31항), ‘내려쓰기’ 다섯 부문으로 구성된다. 장 구성은 아래와 같다(맞춤법과 띄어쓰기는 원문대로임).
- 맞춤법
  - 총칙
  - 제1장  조선어자모의 차례와 그 이름
  - 제2장  형태부의 적기
  - 제3장  말줄기와 토의 적기
  - 제4장  합친말의 적기
  - 제5장  앞붙이와 말뿌리의 적기
  - 제6장  말뿌리와 뒤붙이(또는 일부 토)의 적기
  - 제7장  한자말의 적기
- 띄여쓰기
  - 총칙
  - 제1장  명사와 관련한 띄여쓰기
  - 제2장  수사, 대명사와 관련한 띄여쓰기
  - 제3장  동사, 형용사와 관련한 띄여쓰기
  - 제4장  관형사, 부사, 감동사와 관련한 띄여쓰기
  - 제5장  특수한 말, 특수한 어울림에서의 띄여쓰기
- 문장부호법
  - 총칙
  - (각론 제1항~제20항)
- 문화어발음법
  - 총칙
  - 제1장  모음의 발음
  - 제2장  첫 소리 자음의 발음
  - 제3장  받침자모와 관련한 발음
  - 제4장  받침의 이어내기현상과 관련한 발음
  - 제5장  받침의 끊어내기현상과 관련한 발음
  - 제6장  된소리현상과 관련한 발음
  - 제7장  ≪ㅎ≫과 어울린 거센소리되기현상과 관련한 발음
  - 제8장  닮기현상이 일어날 때의 발음
  - 제9장  사이소리현상과 관련한 발음
  - 제10장  약화 또는 빠지기 현상과 관련한 발음
- 내려쓰기

## 맞춤법
북한에서 ‘맞춤법’이라는 용어는 한국에서처럼 표기법 전체를 가리키는 것이 아니라 띄어쓰기를 제외한 글자의 적기에 한정해서 사용된다.
총칙에서는 “조선말맞춤법은 단어에서 뜻을 가지는 매개 부분을 언제나 같게 적는 원칙을 기본으로 하면서 일부 경우 소리나는대로 적거나 관습을 따르는 것을 허용한다.”라고 규정되어 있다. 이 규정은 형태주의 원칙에 따라 적는 것을 밝힌 것으로 한국의 한글 맞춤법과 동일한 원칙이다.
아래에 한글 맞춤법과의 차이점을 정리해 본다.

### 어미의 표기
어미에서 ‘ㄹ’ 받침 바로 뒤에 된소리가 올 경우 예사소리로 적는다(제6항). 유사한 규정은 한국에도 있으나(한글 맞춤법 제53항), 한국에서는‘-ㄹ까, -ㄹ꼬, -ㅂ니까/-습니까, -리까, -ㄹ쏘냐’는 된소리로 적기로 되어 있다. 북한에서는 ‘-ㅂ니까/-습니까, -리까’는 한국과 같은 형태로 적지만 ‘-ㄹ까, -ㄹ꼬, -ㄹ쏘냐’는 ‘-ㄹ가, -ㄹ고, -ㄹ소냐’로 적는다.
용언의 ‘-아/-어’형에서 어간 끝소리가 ‘ㅣ, ㅐ, ㅔ, ㅚ, ㅟ, ㅢ’인 경우에는‘-여’를 붙인다(제11항). 마찬가지로 용언의 ‘-아/-어’형에서 파생된 부사도 이를 따른다. 이 규정은 1930년에 조선총독부가 정한 ‘언문 철자법’의 규정과 동일하다.
- 용언의 ‘-아/-어’형 : 기여, 개여, 베여, 되여, 쥐여, 희여
- 용언의 ‘-아/-어’형에서 파생된 부사 : 도리여, 드디여

### 준말의 표기
준말의 표기에 관해 남북 사이에 일부 차이가 있다.
어간이 모음‘ㅏ/ㅓ’ 또는 ‘ㅣ’로 끝나는 용언에서 한국에서는 ‘가아, 서어, 치어’와 같은 형태를 본말로 인정하면서 그것이 준 형태 ‘가, 서, 쳐’를 허용한다고 되어 있는 데 반해, 북한에서는 ‘가아, 서어, 치여’와 같은 형태 자체를 인정하지 않고 반드시 준 형태로 사용한다고 규정되어 있다(제12항). 다만 실제로는 한국에서도 ‘가아, 서어, 치어’와 같은 형태는 쓰이지 않기 때문에 실제 운용에서 남북 차이는 없다.
용언에 접미사 ‘-이-’가 붙은 ‘쏘이다’와 같은 단어의 준 형태는 남북 다 ‘쐬다’와 같은 형태를 인정하는데, 그 어형의 ‘-아/-어’형인 ‘쏘이여’(한국 ‘쏘이어’) 등에 관해서 한국에서는 ‘쐬어, 쏘여’ 두 형태를 인정하는 데 반해 북한에서는 ‘쐬여’만 인정하고 ‘쏘여’를 인정하지 않는다(제12항).
‘하다’가 준 형태에 관해 한국에서는 ‘넉넉지 않다’와 같이 ‘하’ 탈락형을 허용하는 데 반해 북한에서는 ‘넉넉치 않다’처럼 격음화 되는 경우만 인정한다(제13항).

### 합성어의 표기
한국에서 쓰는 사이시옷은 북한에서 전혀 표기하지 않는 것이 원칙이다.
- 나무가지(나뭇가지), 바다가(바닷가), 대잎(댓잎)

다만 아래 단어들에 관해서는 혼동을 피하기 위해 사이시옷의 사용을 예외적으로 인정한다.
- 샛별 ― 새별(새로운 별)
- 빗바람(비가 오면서 부는 바람) ― 비바람(비와 바람)

‘뒷-, 웃-’ 등은 각각 하나의 접두사로 보기 때문에 그 속에 있는 ‘ㅅ’ 받침은 사이시옷으로 보지 않는다(제18항).
한국에서는 ‘앞니’처럼 ‘이(이빨, 벌레의 이) ’의 합성어는 예외적으로 ‘니’로 적기로 되어 있지만 북한에서는 그러한 규정이 없으므로 ‘앞이’와 같이 원칙대로 적는다.

### 한자어
한자어는 낱낱 한자의 원래 음대로 적기 때문에(제25항), 두음 법칙이 적용되지 않고 어두에 ‘ㄹ, ㄴ’이 올 수 있다.
- 락원(낙원), 례외(예외), 녀자(여자)

다만 몇몇 단어에 관해서는 관용음에 따라 적기로 되어 있다.
- 나사(<라사), 나팔(<라팔)
- 류월(<륙월), 시월(<십월)

## 띄어쓰기
북한에서 띄어쓰기 규정은 조선말규범집이 제정한 후, 2000년에 ‘조선말 띄여쓰기 규범’이, 2003년에 ‘띄여쓰기규정’이 다시 제정되었고 2006년에 ‘조선말띄여쓰기’가 또다시 제정되면서 이것이 현행 띄어쓰기 규정으로 되어 있다. 여기서는 그 새 규정들은 언급하지 않고 1987년 개정 조선말규범집에 관해 한글 맞춤법과 차이가 나는 부분을 기술한다.

### 하나의 대상으로 묶어지는 덩이
몇 개 명사가 조사 없이 어울려서 하나의 개념을 나타내는 경우, 북한에서는 띄어쓰지 않고 붙여쓰는 것을 원칙으로 한다(제2항). 한국에서도 일부는 붙여쓰는 것이 허용되어 있으나 북한의 경우 붙여쓰는 것이 원칙이라는 점에서 한국과 크게 다르다.
붙여쓰기에 관해서는 아주 자세하게 규정되어 있는데 여기서 일부분을 발췌한다.
기관 이름이나 ≪국, 처, 과…≫ 등의 조직기구 체계의 이름과 그 직명 사이는 줄어들지 않는 경우에 띄여쓴다.
례 : 조직계획처 처장, 강연과 과장〔이후 생략〕
그러나 기관, 부서의 이름과 직무 사이가 줄어든 경우에는 그것들을 붙여쓴다.
례 : 정무원총리, 도당책임비서〔이후 생략〕
동격어나 이에 준하는 단위는 띄여쓴다.
례 : ―〔앞 부분 생략〕박사 김준식〔이후 생략〕
칭호, 직명 등이 뒤에 올 적에는 그것을 앞에 붙인다.
례 : ―〔앞 부분 생략〕김춘식박사〔이후 생략〕
그러나 뒤에 오는 칭호나 직명을 붙여씀으로써 달리 리해될 수 있는 경우에는 띄여쓸수 있다.
례 : 김철 부부장〔이후 생략〕

### 의존 명사
의존 명사(북한에서는 ‘불완전명사’)는 앞 단어에 붙여쓴다(제3항).
- 그분, 누구탓
- 좋은 것, 갈리 없다

위치 명사나 시간 명사도 마찬가지로 앞 단어에 붙여쓴다.
- 학교앞, 그날밤

다만 ‘등, 대, 겸’ 등 두 명사를 대비적으로 나열할 때 쓰는 의존 명사는 한국과 마찬가지로 띄어쓴다.

### 용언
합성 용언(보조 용언 포함)은 붙여쓴다(제10항)
- 돌아가다, 적어두다
- 밀고나가다, 읽고있다, 먹고싶다, 끝나고나서
- 읽는가보다

‘-아/-어’형으로 연결된 용언은 한국에서도 붙여쓰기가 허용되어 있지만 북한에서는 ‘-고’형 등 다른 형태로 연결된 것도 붙여쓰는 것이 특징적이다.
‘체언+용언’의 구성으로 하나의 용언을 이루는 것은 붙여쓴다(제11항). 용언 부사형도 이에 준한다. 이러한 용언의 일부는 한국에서도 붙여쓴다.
- 앞서다, 의리깊다
- 가슴깊이, 두말없이

## 문장 부호
문장 부호에 관해 특징적인 것을 몇 가지 들어 본다.
- 구두점은 ‘，(반점)’, ‘．(점)’을 쓴다. 다만 ‘，’의 용법은 자세한 규정이 있는데 복문의 경계에서는 사용하지 않는 등 전체적으로 사용 빈도가 낮다.
- 따옴표(북한에서는 ‘인용표’)는 가로쓰기의 경우 ≪  ≫를 쓴다. 이것은 러시아어 맞춤법의 «  »를 따른 것으로 추정된다.
- 한국의 한글 맞춤법에서는 사용되지 않는 '같음표'라는 이름의 문장 부호(〃)를 사용한다. 한국에서 '같음표'라는 말은 등호를 뜻한다.

## 같이 보기
- 한글 맞춤법
- 조선어 철자법
- 조선어 신철자법
- 한국어의 남북간 차이